# Dendrolimus sibiricus
Dendrolimus sibiricus là một loài côn trùng trong họ Lasiocampidae. Loài này được Tschetwerikov miêu tả khoa học đầu tiên năm 1908.
Đây là loài gây hại của cây Paraserianthes falcataria, phát triển phổ biến ở Trung Quốc.